# Айрмонгер, Гарольд
Гарольд Айрмонгер (англ. Harold Iremonger; 20 сентября 1882 — 9 ноября 1937) — британский военный и политический деятель, губернатор острова Святой Елены.

## Биография
Роберт был сыном преподобного Э.Р. Айрмонгера. Родился 20 сентября 1882 года. Учился в школе Бланделла. 1 января 1900 года Айрмонгер был назначен вторым лейтенантом Морской артиллерии. В 1911 году получил звание капитана. Во время Первой мировой войны служил в 5-й боевой эскадре на  супердредноуте HMS Valiant. Участвовал 31 мая 1916 года в Ютландском сражении. В июне 1917 года он был назначен майором, а марте 1918 года он стал командиром группы.  23 апреля 1918 года участвовал в  рейде Зебрюгге. В 1919 году получил звание подполковника, Орден Почётного легиона и Военный крест.
С 1923 по 1927 год Айрмонгер командовал британскими войсками на острове Святой Елены. В 1925 году был назначен губернатором острова. Умер 9 ноября 1937 года.